# Сергий (Сребрянский)

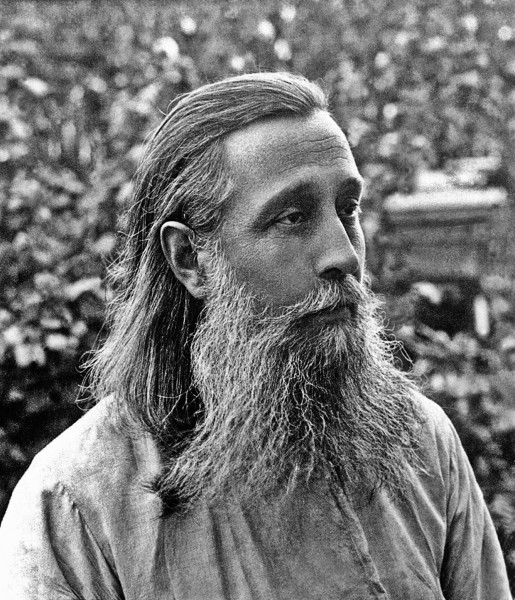
архимандрит Сергий (Сребрянский) в 1920-е годы

Архимандри́т Се́ргий (в миру Митрофа́н Васи́льевич Сребря́нский; 1 (13) августа 1870, село Трёхсвятское, Воронежский уезд, Воронежская губерния — 6 апреля 1948, село Владычня, Лихославльский район, Калининская область) — архимандрит Русской православной церкви.
Прославлен в лике святых Русской православной церкви в августе 2000 года. Память 23 марта (5 апреля), 28 ноября (11 декабря) (обретение мощей) и в Соборе Новомучеников.

## Биография

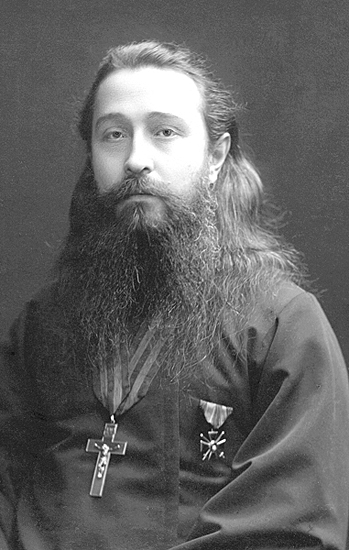
До революции 1917 года

Родился 1 (13) августа 1870 года в семье священника. Окончил в Воронеже духовное училище (1889) и там же духовную семинарию (1892), учился в Варшавском ветеринарном институте.
В 1893 году женился на дочери священника села Владычня Тверской епархии Ольге Исполатовской.
С 2 (14) марта 1893 года — диакон Стефановской церкви Острогожского уезда, с 20 марта (1 апреля) 1896 года — священник 47-го драгунского Татарского полка.
С 1 (13) сентября 1897 года — настоятель Покровского храма 51-го драгунского Черниговского полка в городе Орле, шефом которого была великая княгиня Елизавета Фёдоровна. За время служения возглавил строительство храма, создал при приходе библиотеку и школу. Все получаемые от благотворителей средства отец Митрофан жертвовал на храм, школу и библиотеку.
В 1904—1905 годах вместе с полком был на русско-японской войне. Во время пребывания в действующей армии вёл подробный дневник, который печатался в журнале «Вестник военного духовенства», а затем вышел отдельной книгой.
С 1908 года — духовник Марфо-Мариинской обители (созданной под руководством великой княгини Елизаветы Фёдоровны), настоятель храма в обители. После ареста и гибели великой княгини продолжал духовно окормлять сестёр обители.
Будучи женатым священником, воспитал вместе с супругой трёх племянниц-сирот (в их числе Александру Мартыновну Хостник, дочь Мартина Хостика, автора Словинско-русского словаря) и желал иметь своих детей, но этого не случилось. Увидев в этом Божию волю, призывающую их к особому христианскому подвигу, супруги, переехав в обитель, дали обет воздержания от супружеской жизни.
25 декабря 1919 года патриарх Тихон, хорошо знавший отца Митрофана, благодаря его за многие труды, преподал ему первосвятительское благословение с грамотой и иконой Спасителя. В это время решился для отца Митрофана и его супруги Ольги вопрос о монашестве. Митрофан был пострижен с именем Сергий, а Ольга — с именем Елизавета. Вскоре после этого патриарх Тихон возвёл отца Сергия в сан архимандрита.
23 марта 1923 года был арестован, после чего пять месяцев томился в тюрьме без предъявления обвинения, а затем по приказу ОГПУ от 24 августа 1923 года был выслан на один год в город Тобольск.
После отбытия ссылки вернулся в Москву, был вновь арестован, но вскоре освобождён.
После закрытия Марфо-Мариинской обители в 1925 году уехал в село Владычня Тверской области, стал служить в местном храме. Был известен как молитвенник и человек святой жизни. Люди стали обращаться к нему за помощью, и некоторые по своей вере и молитвам праведника получали исцеления.
В 1930 году был арестован и приговорён к пяти годам ссылки в Северный край. Жил в деревне на реке Пинеге, куда к нему приехала монахиня Елисавета. Работал на лесоразработках. Через два года был досрочно освобождён (из-за преклонного возраста, болезней и за успешно выполняемую работу) и вновь жил во Владычне. Храм в селе был закрыт, и ему приходилось ходить молиться в соседнее село, а после того как власти выразили своё недовольство этим, он молился в своём доме. Тайно продолжал служить, несмотря на запрет властей: надевал на рясу мирскую одежду и ходил по домам, тайно совершая требы. Одним из таких домов был дом брата жены Полиевкта Исполатовского и Евгении Исполатовской (урождённой Фёдоровой) в деревне Крючково. С Полиевктом Исполатовским отец Сергий учился в Варшавском ветеринарном институте, затем вместе был на войне 1914 года.
Во время Великой Отечественной войны во Владычне расположилась советская воинская часть, село оказалось недалеко от передовой. Почти каждый день над расположением воинской части летали немецкие самолеты, но ни разу ни одна бомба не упала ни на храм, ни на село. Верующие связывали это с молитвами старца.
Изображен на картине Корина «Русь уходящая».

## Почитание и канонизация
После кончины архимандрита Сергия его почитание как подвижника и молитвенника не только не уменьшилось, но со временем всё более возрастало. Многие верующие приходили на его могилу, находившуюся в селе Владычня, помолиться, получить духовное утешение и заступничество. Многие ходят на источник около села, из которого брал воду святой.
19 сентября 1999 года был канонизирован Русской православной церковью как местночтимый святой Тверской епархии.
В августе 2000 года был канонизирован на Юбилейном Архиерейском соборе Русской православной церкви в лике святых новомучеников и исповедников Российских.
11 декабря 2000 года мощи святого были перенесены в Воскресенский кафедральный собор города Твери, где поставлены в левом приделе для всеобщего почитания.

## Труды
- Наставление отца духовного сестрам Марфо-Мариинской обители милосердия. — М., 1909;
- Пояснительное слово об открываемой в Москве Ея Имп. Высочеством великой княгини Елисаветой Феодоровной Марфо-Мариинской обители милосердия. — М., 1909
- Мысли и чувства православной русской души при посещении Марфо-Мариинской Обители Милосердия. — М. : Печатня А. И. Снегиревой, 1912. — 32 с.
  - Покровский храм: Мысли и чувства православной русской души при посещении Покровского храма Марфо-Мариинской обители милосердия. — М., 2008;
- Дневник полкового священника. — М., 1996
- Из дневника // Русская Церковь. Век двадцатый : история Русской Церкви XX века в свидетельствах современников. — М. : Эксмо ; М. : Православный Свято-Тихоновский гуманитарный университет, 2014 — Т. 1 : 1900—1917. Конец Синодального периода, Книга 2 / авт. предисл. С. Л. Фирсов. — 2014. — 752 с. — (Православная библиотека). — ISBN 978-5-699-76858-5 — С. 554—563